# Mike Gomes
Mike Gomes (Neuchâtel, Suiza; 19 de septiembre de 1988) es un futbolista suizo de origen portugués. Juega como defensa y actualmente se encuentra en Neuchâtel Xamax FC de la Challenge League.

## Clubes
| Club               | País  | Año           |
| ------------------ | ----- | ------------- |
| Neuchâtel Xamax FC | Suiza | 2007 - 2010   |
| Yverdon-Sport FC   | Suiza | 2010 - 2011   |
| Neuchâtel Xamax FC | Suiza | 2011-2012     |
| Servette           | Suiza | 2012-2013     |
| Neuchâtel Xamax FC | Suiza | 2013-presente |